# Hiver 54, l'abbé Pierre
Hiver 54, l'abbé Pierre este un film francez din anul 1989, cu Lambert Wilson și Claudia Cardinale în rolurile principale.

## Rezumat
Acțiunea filmului se bazează pe inițiativa reală a lui Abbé Pierre în favoarea oamenilor rămași fără adăpost în urma celui de-Al Doilea Război Mondial.
În iarna anului 1954, când temperatura a scăzut sub -15°C pentru o perioadă prelungită, abatele Pierre, fost luptător în Rezistență și fost deputat MRP, a lansat apeluri în mass-media națională pentru solidaritate socială pentru a ajuta săracii și pe cei fără adăpost, aflați permanent în pericol de a muri de frig, în totală ignoranță socială și mediatică. Era începutul „Insurecției Bunătății”.
Mesajul său, difuzat de Radioul Național apoi de Radio Luxembourg, a fost ascultat de întreaga populație, de Adunarea Națională și de guvernul francez care au răspuns cu generozitate la apelul său și au contribuit să i se permită abatelui să fondeze, la 12 martie 1954, Asociația Emmaus.

## Textul apelului radiofonic formulat de Abbé Pierre în 1954
„„Prieteni, ajutați…

O femeie tocmai a murit înghețată, astă-noapte la ora trei, pe trotuarul bulevardului Sébastopol, ținând strâns, lângă ea, hârtia prin care, alaltăieri, fusese dată afară... În fiecare noapte, sunt mai mult de 2.000 oameni ghemuiți sub ger, fără acoperiș, fără pâine, unii aproape goi. În fața ororii, barăci de urgență,

Ascultați-mă: în trei ore tocmai au fost create primele două centre de depanare: unul sub cortul de la poalele Panthéonului, rue de la Montagne-Sainte-Geneviève; celălalt în Courbevoie. Sunt deja pline, trebuie deschise peste tot. Chiar în această seară, în toate orașele Franței, în fiecare cartier al Parisului, trebuie să fie agățate semne sub o sursă de lumină, în noapte, la ușa locurilor unde sunt pături, așternut de paie, supă și unde, sub titlul Centrul fratern de depanare, citim aceste cuvinte simple: «Tu care suferi, oricine ai fi, intră, dormi, mănâncă, recâștigă-ți speranța, aici te iubim».

Prognoza meteo anunță o lună de înghețuri groaznice. Cât durează iarna, cât rămân aceste centre, în fața fraților muribunzi de mizerie, între oameni trebuie să existe o singură opinie: voința de a face imposibilul ca acest lucru să dureze.

Te rog, dorim atât de mult să facem asta. Că atâta durere ne-a redat acest lucru minunat: sufletul comun al Franței. Mulțumesc!

Fiecare dintre noi îi poate ajuta pe cei „fără adăpost”. Avem nevoie pentru diseară și cel mai târziu pentru mâine de:
- 5000 de pături,
- 300 de corturi mari americane,
- 200 de sobe catalitice

Depuneți-le repede la hôtel Rochester, 92, rue La Boétie. Întâlnirea voluntarilor și camioanelor pentru ridicare, în seara aceasta la orele 23, în fața cortului de pe
rue de la Montagne-Sainte-Geneviève.

Mulțumită vouă, niciun om, niciun puști nu va dormi în seara asta pe asfalt sau pe cheiurile Parisului.

Mulțumesc!”